# Jules Janssen
Jules Janssen (Maastricht, 17 mei 1918 – aldaar, 12 januari 2002) was een Nederlandse verzetsstrijder.

## Levensloop
Janssen werd geboren als de middelste in een gezin van elf kinderen.  Hij volgde de avondhandelsschool en kreeg een baan als verkoper bij de Sphinx. Op 1 april 1940 werd hij onder de wapenen geroepen en diende tijdens de meidagen van 1940 in Den Haag. Toen de Duitse bezetting eenmaal een feit was werd hij door kapelaan Joep Nijsten  gevraagd om toe te treden tot de Katholieke Actie. Hierin waren een aantal Rooms-katholieke organisaties opgegaan die door de bezetter waren verboden. Janssen trad op als secretaris van de afdeling in Maastricht. Vervolgens werd Janssen gevraagd om in Maastricht en de omliggende dorpen een hulporganisatie op te zetten voor jongeren die onderdoken om niet in Duitsland te hoeven werken.
De Duitsers kwamen Janssen op het spoor. In de nacht van 17 op 18 februari 1944 omsingelden zij zijn ouderlijk huis en werd hij opgepakt. De Duitsers vonden meer dan twaalfhonderd bonkaarten. Het verzet wilde Janssen graag vrij krijgen en boden twaalfduizend gulden losgeld. Daardoor werd het de Sicherheitspolizei (SiPo) duidelijk dat zij met Janssen een belangrijke vangst hadden gedaan. Het aanbod werd gedaan via Aldegonda Zeguers-Boere, een minnares van Max Strobel, hoofd van SiPo in Maastricht. Jo Lokerman werd gearresteerd toen hij een afspraak had metZeguers-Boere. Daarna volgde er een arrestatiegolf, waarbij meer dan veertig mensen werden opgepakt.
Janssen zelf werd in deze periode ernstig mishandeld, maar gaf geen informatie prijs. In juni 1944 werd hij met andere arrestanten vastgezet in Kamp Vught en toen de geallieerde strijdkrachten dichterbij kwamen op transport gezet naar Sachsenhausen. Hij moest daar granaten maken. Aan het einde van de oorlog volgde een zogeheten dodenmars richting Schwerin, waar Janssen door de  Amerikanen werd bevrijd.
Samen met zijn vrouw Mia Cremers kreeg Janssen drie kinderen.